# Le Jugement de Salomon (Floris)
Pour les articles homonymes, voir Le Jugement de Salomon (homonymie).
Le Jugement de Salomon est une huile sur panneau du peintre flamand Frans Floris.

## Sujet
Peint juste après le retour de Floris de son voyage en Italie, le tableau représente l'épisode biblique du Jugement de Salomon. Dans cette histoire, le roi Salomon d'Israël tranche le litige opposant deux femmes, qui revendiquent chacune la maternité du même enfant. Salomon révèle leurs vrais sentiments et leur relation avec l'enfant en suggérant que le bébé soit coupé en deux, chaque femme devant en recevoir la moitié. Avec ce stratagème, Salomon parvient à déterminer  que la mère est celle qui a supplié que l'épée soit rengainée et l'enfant confié aux soins de sa rivale (Ô mon seigneur, donnez-lui l'enfant vivant, et ne le tuez en aucun cas !), tandis que l'imposteuse a soutenu la proposition initiale (Ce ne sera ni à moi ni à toi ; divisez-le).

## Historique
À Anvers, il existait une œuvre similaire de Jan Matsys, mais elle fut détruite lors de la Furie espagnole de 1576. Par la suite, Jan van Asseliers (nl) fit don du Jugement de Salomon de Frans Floris pour décorer l'hôtel de ville d'Anvers (dont la conception est généralement attribuée au frère du peintre, Cornelis),.

## Description
La peinture est l'une des premières œuvres de Floris après son retour d'Italie. Cela se reflète dans l'attention portée aux détails et aux vêtements. L'histoire, issue de l'Ancien Testament, est déplacée dans la Rome antique. Typique des premiers travaux de Floris, la composition est surpeuplée de personnages plutôt raides au premier plan, sans aucune ouverture vers la profondeur. Ils ont une expression faciale immobile sans caractéristiques individuelles.
Le palais de Salomon se présente sous la forme d'une salle à colonnades surplombant des ruines antiques. Les figures ont été inspirées par Raphaël, dont Frans Floris a fait la connaissance à Rome. Le peintre a essayé de reproduire le plus fidèlement possible l'architecture et les vêtements anciens sur la base de ses études à partir d'albums de dessins italiens. De là la datation du tableau à 1545-1550 (vers 1547), alors que l'artiste venait de rentrer de Rome.
Le tableau est actuellement conservé au musée royal des Beaux-Arts d'Anvers.